# Dobromyśl (Kielce)

Dzielnice i osiedla Kielc, Dobromyśl ma na mapie nr 30 (Dobromyśl) i 28 (Nałęczów)

Dobromyśl – część Kielc, znajdująca się na zachodnich obrzeżach miasta. Dawniej odrębna miejscowość, włączona do Kielc 1 grudnia 1979 roku. Graniczy:
- od północy – ze Szczukowicami,
- od wschodu – z Pietraszkami, przez rzekę Bobrzę,
- od południa – z Zalesiem (przez które możliwy jest dojazd do pozostałych części Kielc)
- od zachodu – z Janowem.

Do Dobromyśla zalicza się też zwykle pobliski Nałęczów.
Dojazd autobusami komunikacji miejskiej linii nr 1 i 28.
Przez Dobromyśl przebiegają:
- żółty szlak spacerowy wokół Kielc[7], przy czym krótsza wersja szlaku omija Dobromyśl[8],
- czerwony szlak rowerowy z Karczówki do Podzamcza Piekoszowskiego[9].

## Historia
W 1882 roku - wówczas odrębną od Kielc, wieś Dobromyśl zamieszkiwały 3 osoby a jej obszar obejmował ok. 64 mórg, wchodząc w skład folwarku Podzamcze Piekoszowskie. Na przełomie XIX i XX wieku miejscowość zaczęła być sukcesywnie zasiedlana. Około 1911 roku - na swoją posiadłość - Dobromyśl wybrał skrzypek Mieczysław Jaroński. Na terenie obecnej ul. Dobromyśl znajdują się ruiny dawnej posiadłości Szczepana Ejsmonda - modrzewiowego dworku (w większości rozebrany), pozostałości budynków gospodarczych oraz ogrodu, w którym rosną dwa pomniki przyrody - topola biała i sosna wejmutka (nr. 347 i 348 w rejestrze Regionalnego Konserwatora Przyrody w Kielcach).